# Oberderdingen
Oberderdingen är en kommun och ort i Landkreis Karlsruhe i regionen Mittlerer Oberrhein i Regierungsbezirk Karlsruhe i förbundslandet Baden-Württemberg i Tyskland.
Kommunen ingår i kommunalförbundet Oberderdingen tillsammans med kommunen Kürnbach.